# Vereinigung Deutscher Landesschafzuchtverbände
Die Vereinigung Deutscher Landesschafzuchtverbände e. V. (VDL) ist ein Verein mit Sitz in Berlin.
Der Dachverband wurde 1934 gegründet und verfügt über die Arbeitskreise Schafschur, Schafwolle, Landschaftspflege und Beutegreifer. Die VDL ist Mitglied im Dachverband Arbeitsgemeinschaft Deutscher Tierzüchter (ADT).

## Aufgaben
Die VDL vertritt seit seiner Gründung das Ziel, ausgewogene Rahmenbedingungen für eine wettbewerbsfähige Schafhaltung zu gewährleisten. Darüber hinaus gehende Aufgabengebiete sind:
- Beratung der europäischen und nationalen Behörden, der landwirtschaftlichen Zentralorganisationen in Fragen der Schafzucht und -haltung und der Verwertung ihrer Erzeugnisse und Leistungen.
- Ausarbeitung und Durchführung einheitlicher Bestimmungen für die Zuchtbuchführung, das Anerkennungs- und Ausstellungswesen, die Leistungsprüfungen und das Ausbildungswesen
- Förderung der Leistungsbereiche in der Schafwirtschaft wie Lammfleisch-, Woll- und Milchprodukte und Verbesserung der Tiergesundheit
- Mitwirkung und Unterstützung bei Forschungsprojekten
- Durchführung verbandsinterner Fortbildungsveranstaltungen zu aktuellen Themen der deutschen Schafzucht und der gesamten Schafwirtschaft
- Interessenvertretung der deutschen Schafzucht im In- und Ausland.

## Organisation
Ordentliche Mitglieder
- 14 Landesverbände

Außerordentliche Mitglieder
- Der Verband Lüneburger Heidschnuckenzüchter e.V., Hannover
- Die Gesellschaft zur Erhaltung alter und gefährdeter Haustierrassen e.V., Witzenhausen
- Die Arbeitsgemeinschaft zur Zucht Altdeutscher Hütehunde, Celle
- Die Arbeitsgemeinschaft Border Collie Deutschland e.V.

Ehrenmitglieder
- Fred Waßmuth, seit 1995 Ehrenmitglied
- Adolf Mannheims, seit 2002 Ehrenvorsitzender
- Carl Lauenstein, seit Juni 2014 Ehrenvorsitzender

Geschäftsführer
- Stefan Völl (seit 1991 – heute)
- Joachim-Friedrich Langlet (1952)